# Maniërisme
Het maniërisme of de late renaissance is de stijl die volgde op de hoogrenaissance. De term was lang de voornaamste aanduiding voor de stijl van Italiaans geïnspireerde kunst vanaf circa 1525 tot ongeveer 1580. In de schilderkunst is de navolging van Michelangelo en Rafaël essentieel, in de dichtkunst gelden Petrarca en Dante als voorbeelden. Het was pas in de 20e eeuw - met name in de periode tussen de twee wereldoorlogen - dat een meer welwillende houding ten opzichte van maniëristische kunst ontstond, en men het woord neutraal begon te gebruiken, zonder de implicatie van decadentie die het lang had gedragen.

## De term
Hoewel de aanduiding zelf niet uit die tijd dateert, vindt zij haar oorsprong in het begrip maniera uit de 16e-eeuwse literatuur. De schilder en biograaf Vasari gebruikt maniera in zijn 'De Levens' (1550) als 'stijl'. Iemands maniera is zijn persoonlijke artistieke stijl, zijn kenmerk, maar tegelijkertijd betekent het ook stijl in de zin van gratie en elegantie. In die laatste betekenis komt maniera enigszins in de buurt van sprezzatura (moeiteloze spontaneïteit, nonchalance) van Castiglione, zoals geïntroduceerd in zijn bekende handleiding voor het hofleven Il libro del Cortegiano (De Hoveling).
In de 17e eeuw kreeg de term maniera een uitermate negatieve betekenis. De nieuwe barokke kunst, geïnspireerd door de Contrareformatie en het opkomende absolutisme, verdoemde de haar voorgaande stijl als "gekunsteld" en "vervreemd van de natuur en eerlijke emoties". Deze negatieve connotatie wordt overgenomen op het moment dat in de 19e eeuw de term maniërisme standaard wordt. Tot in het begin van de 20e eeuw brachten dergelijke negatieve associaties kunstkenners ertoe om het maniërisme te beschouwen als een decadente stijl, een achteruitgang van wat zij beschouwden als de perfectie van de renaissancestijl. De reputatie van het maniërisme verbeterde toen critici de expressiviteit, gratie en verfijning ervan gingen waarderen.
Umberto Eco stelt in De geschiedenis van de schoonheid (2005): "terwijl de maniëristen de modellen van de klassieke Schoonheid ogenschijnlijk imiteren, ontkrachten ze de regels ervan. De klassieke Schoonheid wordt als leeg en zielloos ervaren. Het accent ligt op het fantastische: hun figuren bewegen zich binnen een irrationele droomwereld, of, in hedendaagse termen, een "surreële" dimensie." De maniëristen verzetten zich tegen de strenge regels uit de renaissance, maar wijzen de speelse dynamiek van de barok af.
De maniëristen geven de voorkeur aan "bewegende" figuren, en dan met name aan de figuur "s", de slangvormige figuur die niet binnen geometrische cirkels of vierhoeken kan worden gevangen. Berekenbaarheid en meetbaarheid worden niet langer beschouwd als objectieve criteria en zijn uitsluitend instrumenten voor de verwezenlijking van steeds ingewikkeldere technieken (perspectivische verschuivingen, vertekeningen) en voor het verbeelden van ruimtes waarin niet langer sprake is van een vlakverdeling op grond van de "juiste proporties".
Het maniërisme wordt pas in de moderne tijd ten volle begrepen en gewaardeerd: als voor Schoonheid niet langer criteria gelden als maat, orde en proportie, wordt ze onvermijdelijk beoordeeld op basis van vage, subjectieve criteria. Men heeft lang gemeend dat het maniërisme niet meer was dan een overgangsfase tussen de renaissance en de barok, maar tegenwoordig erkent men dat een groot deel van de renaissance maniëristisch is geweest.

## Beeldende kunsten en architectuur
|  |  |  |

Kunstenaars die traditioneel onder het maniërisme worden gerangschikt zijn onder meer de late Michelangelo, El Greco, Parmigianino, Giulio Romano, de Florentijnen Jacopo da Pontormo, Agnolo Bronzino, Rosso Fiorentino en Girolamo Macchietti en de Venetianen Tintoretto en Veronese. Van de kunstenaars die vooral als beeldhouwer bekend zijn, zijn Benvenuto Cellini, Giovanni da Bologna en Baccio Bandinelli de belangrijksten. Giorgio Vasari behoorde ook tot het maniërisme. In de Nederlanden kunnen Adriaen de Vries en Jacob Jonghelinck vermeld worden. In Antwerpen wordt de periode van 1500 tot 1530 bestempeld als die van het Antwerps maniërisme met meesters als Jan de Beer, Jan Gossaert, Joos van Cleve, de vroege Quinten Metsijs en tal van anonieme meesters zoals de Meester van Frankfurt. Ook Frans Floris speelde een belangrijke rol met invloed op zijn vele leerlingen, onder wie Maerten de Vos.
Gemeenschappelijke factoren in hun werk zijn het lenen van bepaalde poses en technieken van de grote voorbeelden Michelangelo en Rafael, alsook een neiging tot een irrealistische weergave van lichamen, ruimten en perspectief. De zogenaamde figura serpentinata is een goed voorbeeld van beide aspecten, gebaseerd op een beeld van Michelangelo (de steenwerpende David in het Palazzo Vecchio in Florence), maakten kunstenaars veelvuldig gebruik van lichamen in een zeer onnatuurlijk aandoende, gedraaide pose.
In de architectuur is het zeer moeilijk een maniërisme aan te wijzen, omdat hier eigenlijk tot diep in de 17e eeuw de navolging van klassieke voorbeelden overheersend is geweest. Vanwege gelijktijdigheid worden de gebouwen van architect Andrea Palladio vaak in dit verband genoemd. Een echt "maniëristisch" te noemen ontwikkeling binnen de architectuur zou het ontstaan van de grotto zijn. Deze nepgrotten, vaak om beelden in tentoon te stellen, werden in tuinen gebouwd.
Toch zijn er soms kenmerken die duiden op een maniëristische bouwkunst:
- Doorlopende zuilen; een zuil met de hoogte van meerdere verdiepingen. Dit maakt de voorgevel meer een geheel.
- Trappen voor een huis.

|  |

## Muziek
Ook in de muziek is wellicht een pleidooi te houden voor een aparte maniëristische stijlperiode. De 16e eeuw was in Italië voornamelijk de gouden eeuw van het madrigaal, een genre voortgekomen uit het chanson en het motet van de Franco-Vlaamse componisten die het Italiaanse muziekleven sinds de 15e eeuw domineerden. Het madrigaal was een eerste echt eigen Italiaanse vorm, een gezongen (liefdes)gedicht voor een tot zeven stemmen, oorspronkelijk a capella. Belangrijkste componisten van het Cinquecentomadrigaal zijn Jacques Arcadelt, Giaches de Wert, Giovanni de Macque, Luzzasco Luzzaschi en Carlo Gesualdo, de Prins van Venosa.
Vaak, en dit is een belangrijke reden de madrigaal een product van het maniërisme te noemen, worden teksten van Guarini, Tasso en Ariosto op muziek gezet. De nauwgezette uitbeelding van de teksten, zowel in de vorm als in de uitdrukking is voor de madrigaalcomponist het streven. Dit leidt ook tot een vorm van 'woordschildering' waarbij woorden vaste muzikale patronen krijgen, bijvoorbeeld een snel toonladdermotief op 'gioa' (vreugde). Juist dit fenomeen is iets waar de componisten van de prille barok, de Seconda Prattica van Monteverdi, mee wilden afrekenen ten gunste van een eerlijke weergave van het menselijk gevoel.

## De ontwikkeling van het maniërisme buiten Italië
Het maniërisme heeft ook een aanzienlijke rol gespeeld in, vooral de beeldende kunst buiten Italië; sommige onderzoekers gaan zelfs zo ver te beweren dat het de eerste grote internationale stijl is geworden na de gotiek. Vast staat in ieder geval dat bepaalde tendenzen in de schilder- en beeldhouwkunst vrij snel in andere landen van Europa werden overgenomen. Belangrijke centra van maniëristische kunst buiten Italië zijn Praag en dan met name het hof van keizer Rudolf II, waar onder andere Bartholomeus Spranger en Giuseppe Arcimboldo werkzaam waren.
Een anonieme meester uit Antwerpen, die de Meester van de Antwerpse Aanbidding wordt genoemd, schilderde tussen 1500 en 1520 de Aanbidding door de koningen (zie afbeelding). Het maniërisme komt hier tot uiting door de plooival van de kledij van de personages die ontsnapt aan Newtons Wetten van de zwaartekracht en hun weinig natuurlijke lichaamshoudingen. Het decor vertoont architectuur die aan de fantasie van de meester is ontsproten en zijn virtuositeit wil benadrukken.
Vroeger in de 16e eeuw speelde Fontainebleau bij Parijs een belangrijke rol. Daar had koning Frans I een aantal Italiaanse kunstenaars geëngageerd die later de 'School van Fontainebleau' zullen gaan vormen. Behalve Italianen die in het buitenland werden tewerkgesteld kwamen nu ook steeds grotere aantallen Noordelijke kunstenaars ('oltramontagnesi') naar Italië om daar de laatste kneepjes te leren. Een goed voorbeeld is de graveur en schilder Hendrick Goltzius, die onder meer door zijn prenten in binnen- en buitenland groot succes zal oogsten. In de Noordelijke en de Zuidelijke Nederlanden kunnen de maniëristen Abraham Bloemaert, Lambert Sustris, Carel van Mander en Adriaen de Vries genoemd worden. Een fascinerende eenling blijft El Greco, de Kretenzer Domenikos Theokopolis, waarschijnlijk grotendeels gevormd in Venetië, die het grootste gedeelte van zijn oeuvre in Spanje schiep.

## Maniëristische werken
Voorbeelden van maniëristische schilderijen zijn:
- Een allegorie met Cupido en Venus, 1540-1550 van Agnolo Bronzino
- Jozef en Jacob in Egypte, 1518 van Pontormo
- Farao met bediende en bakker, 1525 van Pontormo
- Jozef wordt aan Potiphar verkocht, 1515 van Pontormo
- Het mystieke huwelijk van de heilige Catharina, 1527-1532 van Parmigianino
- Madonna en kind met heiligen, 1526-1527 van Parmigianino
- Madonna en kind met de heilige Johannes de Doper en een vrouwelijke heilige Anna, 1540-1550 van Agnolo Bronzino
- Portret van Eleonora di Toledo en haar zoon Giovanni door Agnolo Bronzino, 1545, in het Uffizi in Florence
- Melancholia I door Albrecht Dürer, 1514, Florence, Gabinetto dei Disegni e delle Stampe

## Verwante stromingen
Verwante stromingen aan het maniërisme zijn:
- Gesturalisme
- Emotionalisme
- Allegorisme